# Vic-le-Comte
Vic-le-Comte é uma comuna francesa na região administrativa de Auvérnia-Ródano-Alpes, no departamento Puy-de-Dôme. Estende-se por uma área de 18,07 km². Em 2010 a comuna tinha 5 291 habitantes (densidade: 292,8 hab./km²).